# Tanytarsus simantopequeus
Tanytarsus simantopequeus är en tvåvingeart som beskrevs av Sasa, Suzuki och Sakai 1998. Tanytarsus simantopequeus ingår i släktet Tanytarsus och familjen fjädermyggor. Inga underarter finns listade i Catalogue of Life.